# فلفل إفرنجي
الفِلفِل الإفرنجي أو الفِلفِل الحلو (أو فلفل البساتين أو البهار) وبه تُسمّى الثمرة غير الناضجة المجففة للشجرة، وهي شجرة نصف ظليلة موطنها الأصيل جزر الأنتيل الكبرى وجنوب المكسيك وأمريكا الوسطى، ولكنها تزرع في العديد من المناطق الدافئة حول العالم حالياً.

## اقرأ أيضاً
- فلفل حار